# Богдановка (Семёновский район)
Богда́новка (укр. Богданівка) — село,
Богдановский сельский совет,
Семёновский район,
Полтавская область,
Украина.
Код КОАТУУ — 5324580601. Население по переписи 2001 года составляло 525 человек.
Является административным центром Богдановского сельского совета, в который, кроме того, входят сёла
Байрак и
Курганное.

## Географическое положение
Село Богдановка находится на расстоянии в 1,5 км от сёл Курганное, Байрак и Великие Липняги.

## История
Церковь Рождества Богородицы известна с 1786 года
Имеется на карте 1812 года

## Экономика
- ОАО «Богдановское».

## Объекты социальной сферы
- Школа.
- Дом культуры.